# Dionne Quan
Dionne Quan (Lexington, 20 ottobre 1978) è un'attrice e doppiatrice statunitense di origini cinesi.
È famosa per aver doppiato il personaggio di Trixie Tang nella celebre serie animata Due fantagenitori.

## Filmografia

### Cinema
- I Rugrats a Parigi - Il film (Rugrats in Paris: The Movie), regia di Stig Bergqvist e Paul Demeyer (2000)
- I Rugrats nella giungla (Rugrats Go Wild), regia di Norton Virgien e John Eng (2003)
- Bratz: Rock Angelz, regia di Douglas Carrigan (2005)
- Bratz: Genie magic, regia di Mucci Fassett (2006)
- Bratz Diamondz: Passione per la moda (Bratz: Passion 4 Fashion - Diamondz), regia di David Mucci Fassett e Nick Rijgersberg (2006)

### Televisione
- Mucca e Pollo (Cow and Chicken), regia di John McIntyre - serie TV (1998)
- La famiglia della giungla (The Wild Thornberrys) – serie animata, 4 episodi (1998-2000)
- Le avventure di Jackie Chan (Jackie Chan Adventures), regia di Phil Weinstein e Frank Squillace - serie TV (2002)
- Due fantagenitori (The Fairly OddParents) - serie TV (2001-2017)
- Bratz - serie TV (2005-2006)

### Videogiochi
- Indiana Jones e il bastone dei re (2009)